# Hålisrimen
Hålisrimen är en bergstopp i Antarktis. Den ligger i Östantarktis. Norge gör anspråk på området. Toppen på Hålisrimen är 2 655 meter över havet.
Terrängen runt Hålisrimen är varierad. Trakten är obefolkad. Det finns inga samhällen i närheten. 